# Victor Hănescu
Victor Hănescu (Bucarest, 21 de juliol de 1981) és un tennista romanès ja retirat, el millor lloc del qual en el rànquing de l'ATP en categoria individual va ser el número 26. Va guanyar un títol individual i dos de dobles en aquest circuit.
En el Torneig de Roland Garros de 2005, Hanescu va tindre el seu millor resultat en un torneig de Grand Slam quan va vèncer a l'argentí David Nalbandian en cinc sets en la ronda de setzens. Després d'això, en quarts de final, va perdre contra el número u aleshores del rànquing mundial, Roger Federer.

## Palmarès: 3 (1−2)

### Individual: 5 (1−4)
| Llegenda (pre/post 2009)                                 |
| -------------------------------------------------------- |
| Grand Slams (0−0)                                        |
| Tennis Masters Cup / ATP Finals (0−0)                    |
| ATP Masters Series / ATP World Tour Masters 1000 (0−0)   |
| ATP International Series Gold / ATP World Tour 500 (0−0) |
| ATP International Series / ATP World Tour 250 (1−4)      |

| Títols per superfície |
| --------------------- |
| Dura (0−0)            |
| Gespa (0−0)           |
| Terra batuda (1−4)    |

| Resultat  | Núm. | Data                   | Torneig             | Superfície   | Oponent            | Marcador         |
| --------- | ---- | ---------------------- | ------------------- | ------------ | ------------------ | ---------------- |
| Finalista | 1.   | 16 de setembre de 2007 | Bucarest, Romania   | Terra batuda | Gilles Simon       | 6−4, 3−6, 2−6    |
| Guanyador | 1.   | 13 de juliol de 2008   | Gstaad, Suïssa      | Terra batuda | Igor Andreev       | 6−3, 6−4         |
| Finalista | 2.   | 12 de juliol de 2009   | Stuttgart, Alemanya | Terra batuda | Jérémy Chardy      | 6−1, 3−6, 4−6    |
| Finalista | 3.   | 11 d'abril de 2010     | Casablanca, Marroc  | Terra batuda | Stanislas Wawrinka | 2−6, 3−6         |
| Finalista | 4.   | 21 de maig de 2011     | Niça, França        | Terra batuda | Nicolás Almagro    | 7−6(5), 3−6, 3−6 |

### Dobles: 4 (2−2)
| Llegenda (pre/post 2009)                                 |
| -------------------------------------------------------- |
| Grand Slams (0−0)                                        |
| Tennis Masters Cup / ATP Finals (0−0)                    |
| ATP Masters Series / ATP World Tour Masters 1000 (0−0)   |
| ATP International Series Gold / ATP World Tour 500 (2−0) |
| ATP International Series / ATP World Tour 250 (0−2)      |

| Títols per superfície |
| --------------------- |
| Dura (0−0)            |
| Gespa (0−0)           |
| Terra batuda (2−2)    |

| Resultat  | Núm. | Data                   | Torneig             | Superfície   | Parella         | Oponents                         | Marcador      |
| --------- | ---- | ---------------------- | ------------------- | ------------ | --------------- | -------------------------------- | ------------- |
| Finalista | 1.   | 18 de setembre de 2005 | Bucarest, Romania   | Terra batuda | Andrei Pavel    | José Acasuso Sebastián Prieto    | 3−6, 6−4, 3−6 |
| Guanyador | 1.   | 14 de juliol de 2008   | Kitzbühel, Àustria  | Terra batuda | James Cerretani | Lucas Arnold Ker Olivier Rochus  | 6−3, 7−5      |
| Finalista | 2.   | 13 de juliol de 2009   | Stuttgart, Alemanya | Terra batuda | Horia Tecău     | František Čermák Michal Mertiňák | 5−7, 4−6      |
| Guanyador | 2.   | 26 de febrer de 2011   | Acapulco, Mèxic     | Terra batuda | Horia Tecău     | Marcelo Melo Bruno Soares        | 6−1, 6−3      |

## Trajectòria

### Individual
| Open d'Austràlia | A     | 1R    | 2R          | 1R          | 1R          | 1R    | 2R          | 2R          | 1R          | 1R   | 1R          | 2R          | A           | 0 / 11    | 4 − 11    |
| Roland Garros | 3R    | 2R    | QF          | A           | 1R          | 2R    | 4R          | 3R          | 2R          | 1R   | 3R          | 1R          | Q2          | 0 / 11    | 16 − 11   |
| Wimbledon | 3R    | 1R    | 2R          | A           | A           | 2R    | 3R          | 3R          | 2R          | A    | 1R          | 1R          | Q1          | 0 / 9     | 9 − 9     |
| US Open | 1R    | 1R    | 1R          | A           | A           | 2R    | 1R          | 2R          | 1R          | A    | 1R          | A           | A           | 0 / 8     | 2 − 8     |
| Jocs Olímpics | NC    | 1R    | No celebrat | No celebrat | No celebrat | 2R    | No celebrat | No celebrat | No celebrat | A    | No celebrat | No celebrat | No celebrat | 0 / 2     | 1 – 2     |
| Total Victòries−Derrotes                                                                                                   | 15−13 | 19−25 | 26−25       | 0−7         | 8−9         | 23−23 | 27−33       | 26−24       | 16−25       | 6−13 | 18−26       | 11−17       | 1−1         | 201 − 244 | 201 − 244 |
| Rànquing a final d'any | 70    | 92    | 35          | 646         | 76          | 50    | 48          | 51          | 90          | 62   | 80          | 122         | 279         |           |           |
| Llegenda: G: Guanyador; F: Finalista; SF: Semifinalista; QF: Quarts de final; Q: Qualificació; A: Absent; RR: Round Robin; |       |       |             |             |             |       |             |             |             |      |             |             |             |           |           |